# Liste der Kulturgüter in La Chaux-du-Milieu
Die Liste der Kulturgüter in La Chaux-du-Milieu enthält alle Objekte in der Gemeinde La Chaux-du-Milieu im Kanton Neuenburg, die gemäss der Haager Konvention zum Schutz von Kulturgut bei bewaffneten Konflikten, dem Bundesgesetz vom 20. Juni 2014 über den Schutz der Kulturgüter bei bewaffneten Konflikten sowie der Verordnung vom 29. Oktober 2014 über den Schutz der Kulturgüter bei bewaffneten Konflikten unter Schutz stehen.
Objekte der Kategorien A und B sind vollständig in der Liste enthalten, Objekte der Kategorie C fehlen zurzeit (Stand: 1. Januar 2023).

## Kulturgüter
| Foto |                                                                     | Objekt                                                           | Kat. | Typ | Standort                         | Beschreibung |
| ---- | ------------------------------------------------------------------- | ---------------------------------------------------------------- | ---- | --- | -------------------------------- | ------------ |
| ja   | Datei hochladen · Wikidata zu Bauernhof Le Grand Cachot (Q29522957) | Bauernhof Le Grand Cachot / Ferme du Grand Cachot KGS-Nr.: 03983 | A    | G   | Le Cachot 28 541641 / 205963     |              |
| BW   | Datei hochladen · Wikidata zu Reformierte Kirche (Q29785948)        | Reformierte Kirche / Temple KGS-Nr.: 03984                       | B    | G   | Rue du Temple 95 543979 / 207210 |              |